# Oswen de Kerouartz
Oswen de Kerouartz, né le 11 septembre 1898 à Franc-Waret (Belgique) et mort le 1er juin 1975 dans le 15e arrondissement de Paris, est un homme politique français.

## Biographie
Fils de Frédéric de Kerouartz et de Louise d'Andigné, député des Côtes-du-Nord, il est ingénieur diplômé de l'École centrale des arts et manufactures (Promotion 1921). Il est ingénieur du gaz à Paris de 1921 à 1926, puis se consacre à la gestion de ses domaines. Il est député des Côtes-du-Nord de 1930 à 1936, inscrit au groupe indépendant d'action économique, paysanne et sociale. En 1935, il est maire de Bulat-Pestivien et conseiller général du canton de Callac. Résistant, il retrouve son siège de maire de Bulat-Pestivien en 1945.

## Sources
- « Oswen de Kerouartz », dans le Dictionnaire des parlementaires français (1889-1940), sous la direction de Jean Jolly, PUF, 1960 [détail de l’édition]